# Guillaume Rufin
Guillaume Rufin (født 26. maj 1990 i Viriat, Frankrig) er en fransk tennisspiller. Han har, pr. maj 2009, endnu ikke vundet nogen ATP-turneringer. Han deltog i sin første Grand Slam-turnering i maj 2009, da han fik et wildcard til French Open.